# Boeing 707
El Boeing 707 (pronunciado «siete cero siete» y «seven “O” seven» en inglés) es un avión comercial de cuatro motores de reacción con fuselaje estrecho, desarrollado por Boeing a principios de los años 50. Aunque no fue la primera aeronave comercial a reacción en servicio (esa distinción le corresponde al De Havilland Comet) sí fue, junto al Caravelle francés, la primera exitosa comercialmente. Tiene, para muchos, un puesto destacado en la era de los reactores comerciales, siendo el primero del tipo Boeing 7X7. Boeing distribuyó 1010 aviones 707.

## Diseño y desarrollo

### Desarrollo
El 707 estaba basado en un anterior prototipo de Boeing conocido como el 367-80 o "Dash 80" (como era conocido dentro de Boeing). Su desarrollo tomó menos de dos años desde el inicio del proyecto, en 1952, hasta que despegó el 15 de julio de 1954. El desarrollo del "Dash 80" tuvo un coste de 16 millones de dólares. El prototipo sirvió de base para dos variantes, el avión de uso comercial 707, y el KC-135 Stratotanker, un avión cisterna usado por la Fuerza Aérea de los Estados Unidos (USAF). Este último estaba propulsado por cuatro motores Pratt & Whitney JT3C, que era la versión para uso civil del J57, montado entonces en la mayoría de las aeronaves militares, entre ellos los F-100, F-101, F-102, y el B-52. Una posterior y costosa decisión fue ensanchar el fuselaje en 6 pulgadas (152,4 mm) en comparación con el original 367-80 y el KC-135, logrando así ser un poco más ancho que el Douglas DC-8.
Pan Am fue la primera aerolínea en operar el 707 comercialmente, y su primer vuelo fue entre Nueva York y París el 26 de octubre de 1958. American Airlines operó el primer vuelo transcontinental del 707 en enero de 1959. Muchas otras aerolíneas la siguieron y el 707 se convirtió rápidamente en el avión de línea más popular de su tiempo, quedando muy lejos de su principal competidor, el Douglas DC-8.
A fin de convertirse en una nueva empresa importante en el negocio de la aviación comercial, Boeing se plegó rápidamente a los deseos de muchos de sus clientes. El 707-120 era el modelo estándar inicial propulsado por motores Pratt & Whitney JT3C. Fue entonces cuando la aerolínea australiana Qantas solicitó una versión más pequeña en longitud, la que fuera designada 707-138, mientras que Braniff se decantó por una versión más grande, la 707-220, que estaba propulsada por motores Pratt & Whitney JT4A más potentes. 
La última versión del modelo fue la 707-430. Esta incorporaba como novedad una envergadura aumentada y unas alas mayores, mientras la novedad del modelo 707-420 fueron los motores turbofán Rolls-Royce Conway. La mayoría de los últimos 707 se montaron con los motores JT3D, que eran más silenciosos y ahorraban más combustible, además de unos flaps en el borde principal de las alas que incrementaban el rendimiento al despegue y en el aterrizaje. Estas mejoras fueron destacadas añadiendo el sufijo "B" al nombre de la aeronave, como en los modelos 707-120B y 707-320B.
A finales de la década de los años 60, el crecimiento exponencial del tráfico aéreo hizo al 707 una víctima de su propio éxito. Se había vuelto obvio que el 707 era ya demasiado pequeño para dar servicio a las cada vez mayores cantidades de pasajeros en las rutas para las que había sido diseñado. Agrandar el fuselaje ya no era una opción viable, debido a que la instalación de motores más potentes obligaba al montaje de trenes de aterrizaje también mayores, lo que no era posible debido al ancho limitado de las pistas de aterrizaje. La solución de Boeing al problema fue la construcción del primer reactor comercial de doble plataforma, el Boeing 747. La tecnología de primera generación de motores del 707 se estaba quedando rápidamente obsoleta por el excesivo ruido y el alto consumo de combustible.
El 707, como todas las aeronaves ya fuera de uso, mostraba un indeseable comportamiento en vuelo llamado balanceo del Holandés, que se manifestaba en un movimiento alternativo de rotación a ambos lados. Boeing ya tenía una considerable experiencia en esto con los B-47 y los B-52, y había desarrollado un sistema de corrección probado en el B-47, que posteriormente les permitió abandonar ciertas configuraciones de alas de modelos como los 707. De todas formas, muchos pilotos nuevos de 707 no habían experimentado este fenómeno, porque solo habían pilotado aviones del tipo DC-7 y Lockheed Constellation. 
Algunas piezas de las usadas en la producción del 707 todavía se encuentran en algunos de los productos actuales de Boeing, sobre todo en el Boeing 737, que usa una versión modificada del fuselaje del 707. El Boeing 727 y el 757 usaban prácticamente el mismo fuselaje expandido o reducido para servir a las necesidades particulares de cada modelo. El 727 y el 737 también usaban el mismo morro y la misma configuración de la cabina que el 707.

### Producción
La producción del 707 para pasajeros finalizó en 1978, con un total de 1010 aeronaves construidas para uso civil.
| Total | 1994 | 1993 | 1992 | 1991 | 1990 | 1989 | 1988 | 1987 | 1986 | 1985 | 1984 | 1983 | 1982 | 1981 | 1980 | 1979 | 1978 | 1977 | 1976 |
| ----- | ---- | ---- | ---- | ---- | ---- | ---- | ---- | ---- | ---- | ---- | ---- | ---- | ---- | ---- | ---- | ---- | ---- | ---- | ---- |
| 1010  | 1    | 0    | 5    | 14   | 4    | 5    | 0    | 9    | 4    | 3    | 8    | 8    | 8    | 2    | 3    | 6    | 13   | 8    | 9    |
| 1975  | 1974 | 1973 | 1972 | 1971 | 1970 | 1969 | 1968 | 1967 | 1966 | 1965 | 1964 | 1963 | 1962 | 1961 | 1960 | 1959 | 1958 | 1957 | 1956 |
| 7     | 21   | 11   | 4    | 10   | 19   | 59   | 111  | 118  | 83   | 61   | 38   | 34   | 68   | 80   | 91   | 77   | 8    | 0    | 0    |

#### Variantes producidas del707

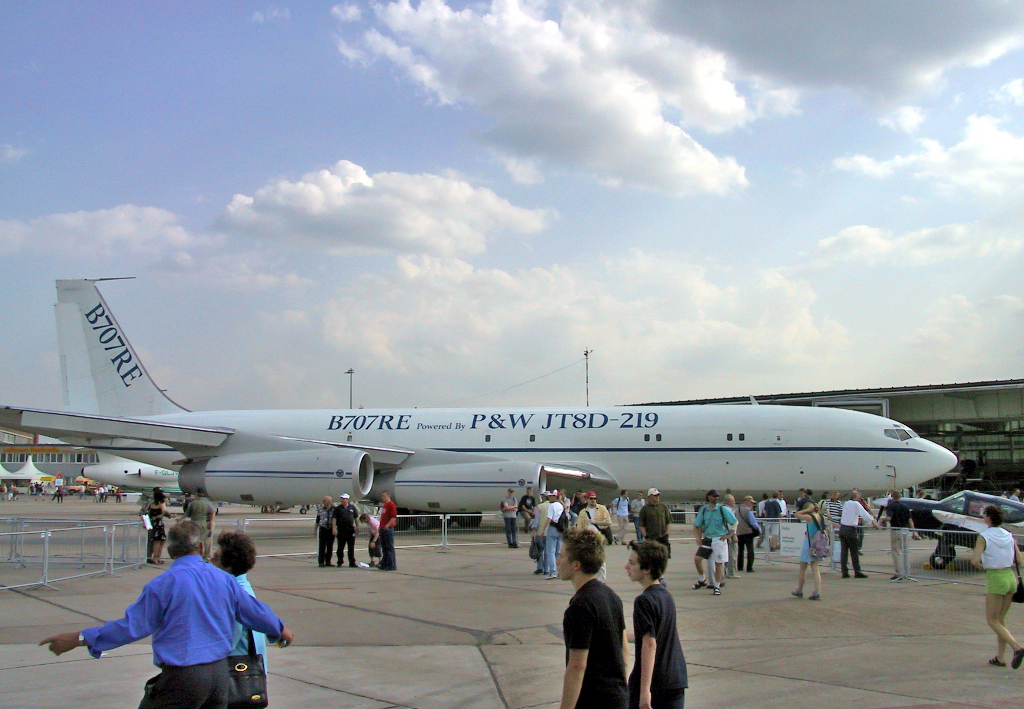
Boeing 707RE en el Salón ILA de 2002.

Referencia: boeing.com
| Serie del Modelo | Órdenes | Entregas |
| ---------------- | ------- | -------- |
| 707-120          | 56      | 56       |
| 707-120B         | 72      | 72       |
| 707-138          | 7       | 7        |
| 707-138B         | 6       | 6        |
| 707-220          | 5       | 5        |
| 707-320          | 69      | 69       |
| 707-320B         | 174     | 174      |
| 707-320C         | 337     | 337      |
| 707-420          | 37      | 37       |
| 707-E3A          | 61      | 61       |
| 707-E3D          | 7       | 7        |
| 707-E6A          | 17      | 17       |
| 707-KE3          | 8       | 8        |
| 720-000          | 65      | 65       |
| 720-000B         | 89      | 89       |
| 707 Total        | 1010    | 1010     |

## Variantes

### Uso civil

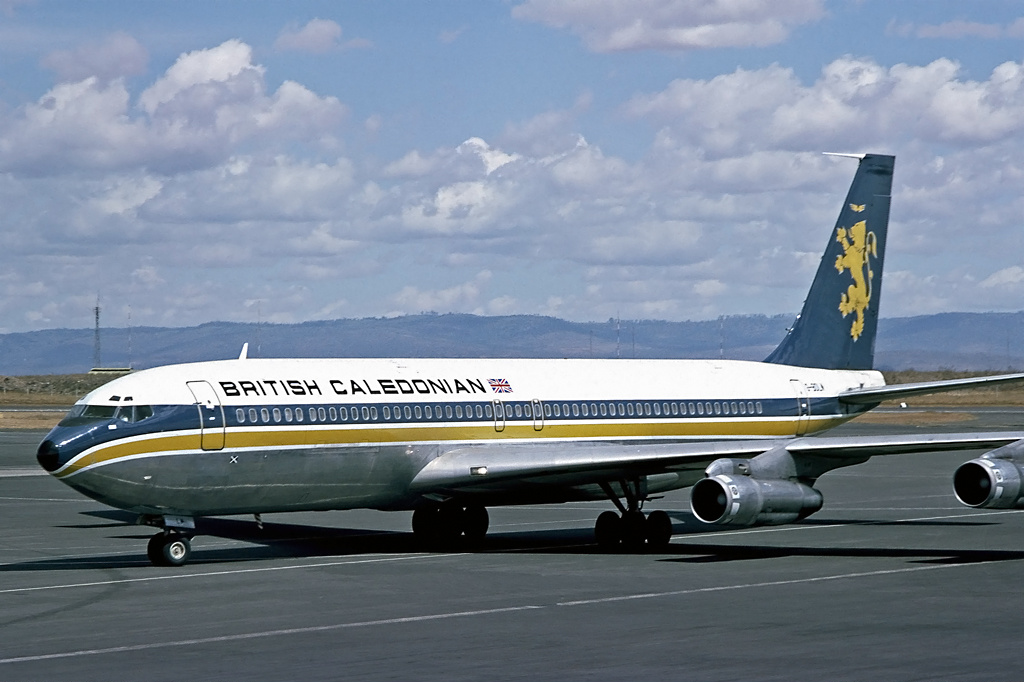
Boeing 707 de British Caledonian (1976).

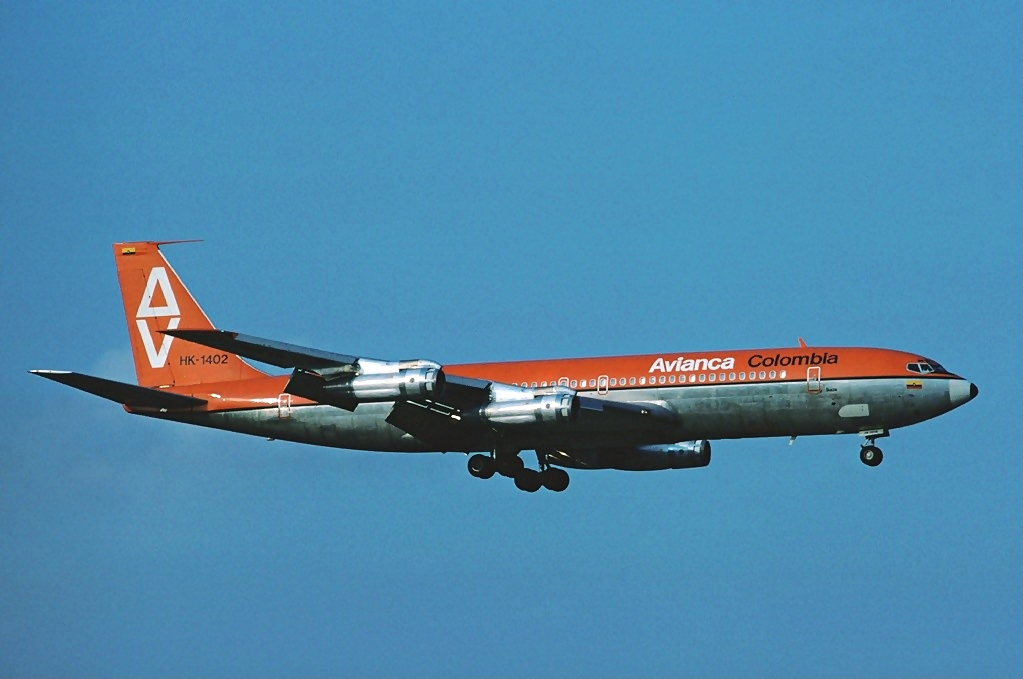
Boeing 707 de Avianca aterrizando en Zúrich, 1976.

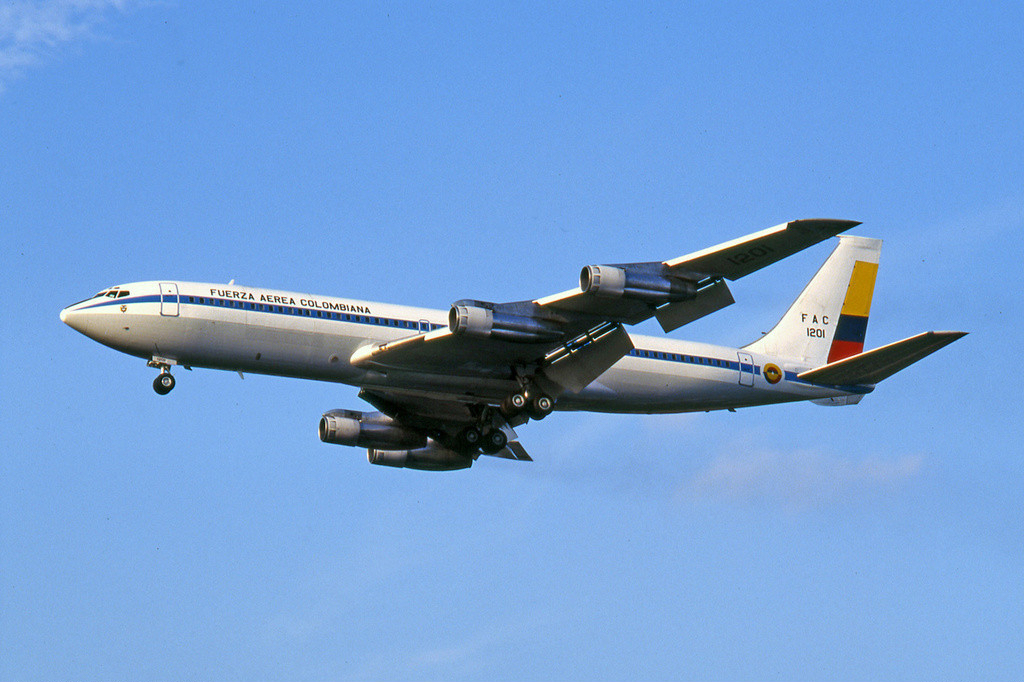
Boeing 707 de la Fuerza Aérea Colombiana.

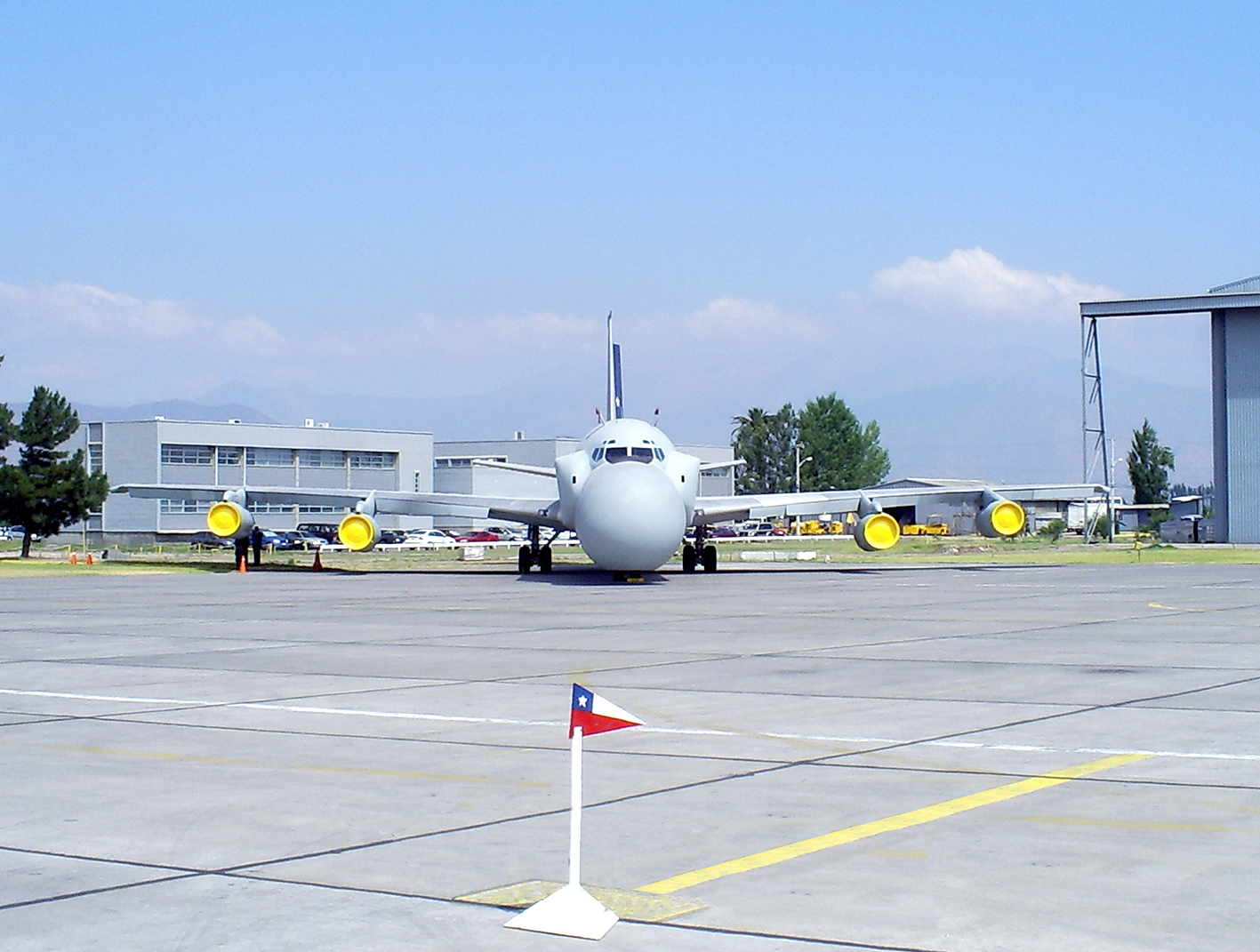
EC-707 Cóndor de la FACH.

El 707 original, el 707-120, fue diseñado para realizar rutas transcontinentales, y normalmente necesitaba una parada para repostar cuando se le utilizaba para la ruta del Atlántico Norte. En un principio, se usó con cuatro turborreactores JT3C, versiones civiles del modelo militar J57. El modelo posterior 707-120B usaba turbofán JT3D, que eran más silenciosos, potentes y eficientes en términos de consumo de combustible.
El 707-220 (también llamado 707-227) estaba compuesto por un fuselaje de 707-120 con unos turborreactores más potentes, los JT4A, diseñados para realizar operaciones en altura y con calor en las rutas sudamericanas de Braniff International. Solo se construyeron cinco de estos aparatos, debido al consumo de combustible extremadamente elevado que presentaban. Esta tecnología, de todas maneras, se evidenció redundante debido a la llegada del turbofán o motor de doble flujo.
Los posteriores modelos 707-320 Intercontinental y 707-420 Intercontinental tenían alas mayores, eran más pesados y con más capacidad de combustible para funcionar como verdaderas naves transoceánicas. La versión 320 original venía equipada con turborreactores JT4A, mientras que la 707-320B Intercontinental venía con turbofán JT3D. El convertible 707-320C, también equipado con turbofán, tenía una mayor puerta de carga, que la convertía en una nave de transporte con doble uso; también se construyó un carguero 707-320C. La versión 707-420, en un principio producida para BOAC, estaba equipada con motores Rolls-Royce Conway.
El Boeing 720, designado en un principio 707-020, pero que luego cambió de nombre por razones de marketing, era una modificación del 707-120, diseñada para realizar operaciones de media distancia desde pistas de despegue cortas. Era más ligero y rápido que el Boeing 707, y tenía un diseño de alas simplificado. Este modelo tuvo relativamente pocas ventas, pero todavía era rentable debido a los pocos costes de desarrollo, ya que se gestó modificando un modelo existente. Durante la promoción, hubo un momento que se le conoció como 717, aunque esta designación siguió sin usarse hasta que se le aplicó al MD-95, tras la fusión de Boeing con McDonnell Douglas. Se utilizó antes de que el Boeing 727 lo reemplazara en el mercado.
El 707-700 era una nave de pruebas utilizada para estudiar la viabilidad de usar los motores CFM56 de CFM International en un fuselaje de un 707, y posiblemente ajustarlos a otras aeronaves existentes. Después de una prueba en 1979, el último fuselaje comercial de un 707 fue reconvertido en un 707-320C y acabó en la Fuerza Aérea Marroquí como cisterna aéreo (esta compra fue considerada un pedido "civil" y no uno militar). Boeing abandonó el programa, ya que les pareció que podría perjudicar al programa del Boeing 757. La información que consiguieron a partir de las pruebas llevó a un programa de ajuste para los motores CFM56 en los modelos C-135/KC-135R, y algunas versiones militares del 707 también utilizaron los CFM56. Irónicamente, la serie Douglas DC-8 "Super 70" de Cammacorp se desarrolló comercialmente, expandiendo la vida de los fuselajes de DC-8 en un entorno regulador más estricto, de manera que, aunque se fabricaron menos, hoy en día hay más DC-8 en servicio comercial que aeronaves 707. Aunque los 707 ya no son utilizados por las principales líneas aéreas de los Estados Unidos, todavía se pueden encontrar muchos ejemplares en servicio en líneas aéreas más pequeñas no estadounidenses, de vuelos chárter y de transporte aéreo de mercancías.

### Uso militar
El 707 se presentó como una excelente alternativa para su uso en diversas plataformas, debido a la popularidad alcanzada como aeronave comercial. Tuvo y tiene uso como transporte de largo alcance. Por ejemplo, el Boeing 707-320 fue utilizado por la Fuerza Aérea de los Estados Unidos y fue designado C-18. Las primeras aeronaves construidas para servir como Air Force One fueron dos 707 con la designación VC-137; también fueron usadas por autoridades federales de alto rango para vuelos oficiales.
Los Estados Unidos y otros países integrados en la OTAN, así como Venezuela, Chile, Colombia e Israel, han usado el 707 como avión de reabastecimiento en vuelo.

#### Repostaje en vuelo
La búsqueda de cisternas que cubrieran grandes distancias, con base en un aparato de reputada fiabilidad y extensamente conocido, no pudo ser atendida hasta la retirada del Boeing 707, cuando muchos de esos aparatos fueron puestos fuera de servicio en la gran mayoría de sus operadores comerciales, y viendo su gran capacidad y amplio fuselaje, permitió que se desarrollaran modelos con base en este, como el KC-135, el cual usa su estructura básica más otros sistemas existentes en la actualidad para el repostaje en vuelo de aviones de servicio militar, y se ha hecho un extensivo reaprovechamiento de sus fuselajes, además de este, en otros varios roles. Uno de los más sobresalientes fue el iniciado como «estaciones de repostaje aéreo», cuando la USAF adquirió unas 250 aeronaves 707 de segunda mano para desarrollar, y luego proporcionar, repuestos a los aviones del programa KC-135E Stratotanker.
La (RAAF) opera varios 707 como aviones de repostaje para los cazas australianos F/A-18 Hornet, que pronto serán sustituidos por los Airbus A330 MRTT. Dos ejemplares Boeing 707-320C (en un inicio propiedad de Olympic Airlines) fueron modificados por la empresa israelí IAI para realizar funciones de aviones cisterna en la Aviación Militar Venezolana. Estos aparatos están dotados con los sistemas de pértiga y cesta, encontrándose en capacidad de reabastecer a todos los cazas disponibles en la Aviación Militar Venezolana, incluyendo a los Su-30MK2.

#### AWACS
Debido al tamaño del fuselaje y a su capacidad de carga es posible la utilización de sistemas de alerta temprana (AWACS) de gran capacidad, resultando aeronaves como el RC-135, en uso por la Fuerza Aérea de los Estados Unidos, más otro encargado por la Real Fuerza Aérea, el E-3 Sentry. 
Aunque muchos de esos aparatos están siendo puestos fuera de servicio, el 707 es también la plataforma para el proyecto Joint STARS de la USAF y el E-6 Mercury de la Armada estadounidense.
Es así que, ante la amplia viabilidad de su reutilización, el 20 de abril de 1995, el gobierno de Chile firma los contratos para la compra de los elementos necesarios para transformar uno de los Boeing 707 de la Fuerza Aérea de Chile, en avión cisterna, trabajo que realizaría ENAER bajo la asesoría de la firma Bedek Aviation Group, que se adjudicó un contrato por 11 millones de dólares.
La entrega del avión denominado Águila se realizó el 31 de julio de 1996 en las dependencias de ENAER. Este aparato está pintado con un esquema envolvente en gris de superioridad aérea. Se le instalaron dos contenedores de punta alar provistos por la empresa Israel Aerospace Industries (modelo Sargent Fletcher URS 34000 construidos bajo licencia), recibiendo a la vez un moderno sistema de navegación, compuesto por una central inercial y un sistema GPS.
Prestó servicios con el Grupo de Aviación N.° 10 de la Fuerza Aérea de Chile, con base en el Aeropuerto Arturo Merino Benítez. Las primeras pruebas operativas permitieron el repostaje completo de un Mirage Pantera en 5 minutos, mientras que para un A-37, la operación demandaba unos 3 minutos.
Variantes del mismo fuselaje han sido construidas como el EC-707 Cóndor de la Fuerza Aérea de Chile, además de las versiones especializadas antes relacionadas. En cuanto a guerra electrónica, está el EC-135 y como enlace de comunicaciones el E-6 Mercury.

## Operadores

### Civiles
Muchos otros países utilizan o utilizaron el 707 como transporte VIP; la RAAF operó varios 707 que fueron especialmente acondicionados para uso VIP antes de ser reemplazados por Boeing Business Jet modificados. Entre los usuarios se incluyen:
- Arabia Saudita
- Argentina
- Bolivia
  - Lloyd Aéreo Boliviano: 2.
- Brasil
  - Varig (?)
- Colombia
  - Avianca
- Chile
  - LAN Chile
- Chipre
  - Cyprus Airways
- República Democrática del Congo
- Ecuador
- Egipto
- España
- Indonesia
- Israel
- Italia
- Jordania
- Libia
- Marruecos
- México
- Pakistán
- Perú
- Rumania
- Sudán
- Uruguay
- Venezuela

### Militares

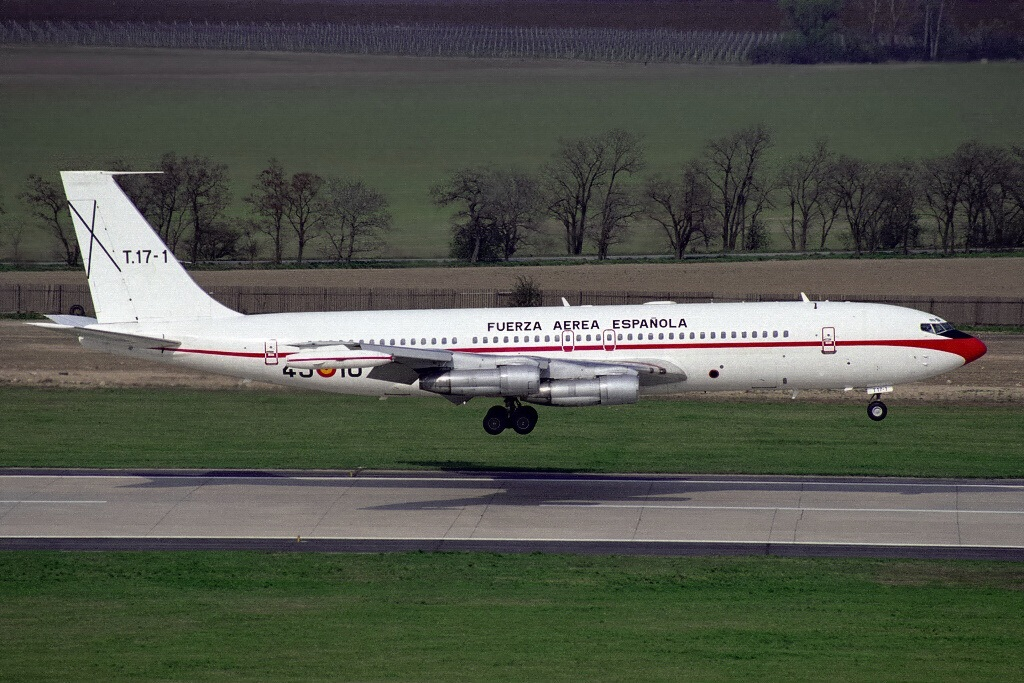
Boeing 707-331B(KC) del Ejército del Aire Español aterrizando en el Aeropuerto de Bratislava.

Otros países que han utilizado el 707 para usos militares incluyen:
- Alemania
- Angola
- Argentina
- Canadá
- Colombia
- Chile
- Emiratos Árabes Unidos
- España: Último ejemplar retirado el 26 de septiembre de 2016.[6]
- India
- Paraguay
- Perú
- Portugal
- República de China
- Togo
- Venezuela: Retirados.
- Yugoslavia

### Operadores  especiales
- El actor estadounidense John Travolta posee entrenamiento como piloto de línea comercial, y usó para volar a su discreción un 707-138 anteriormente al servicio de Qantas,[7] que decidió donar a un museo australiano, la Sociedad Histórica de Restauración de Aviones (HARS, siglas en inglés), situada en la localidad de Albion Park, a unos 113 kilómetros al sur de Sídney, para su exhibición.[8]

## Accidentes

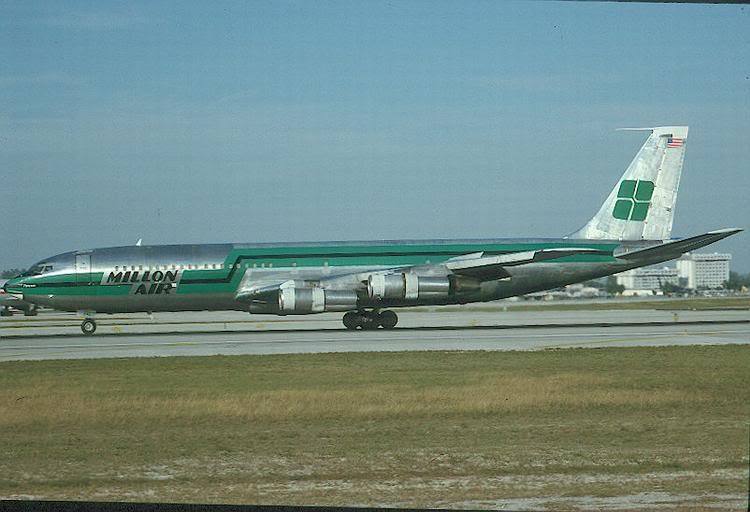
El Boeing 707 de Millon Air que se estrelló en Manta (Ecuador).

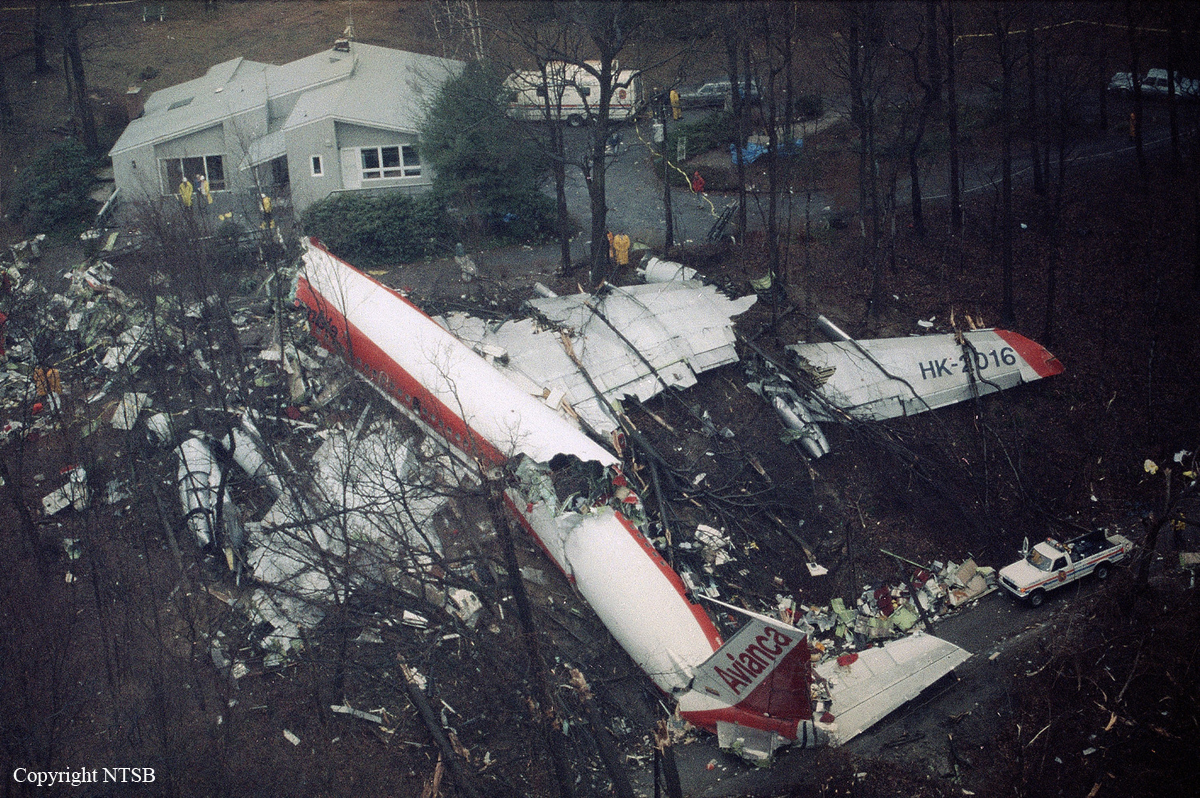
Restos del vuelo 52 de Avianca

- En un vuelo de pruebas para clientes, el sistema de corrección fue desactivado para familiarizar a los nuevos pilotos con las técnicas de vuelo. Ello provocó que el piloto exacerbara el Dutch Roll y causara una violenta rotación lateral que arrancó de las alas dos de los cuatro motores, haciendo que el avión se estrellara en el lecho de un río al norte de Seattle (Estados Unidos) y fallecieran la mitad de los tripulantes.
- El 15 de febrero de 1961, un Boeing 707-329 del vuelo 548 de Sabena, se estrelló cerca del aeropuerto de Bruselas, durante su aproximación final al mismo. Fallecieron los 71 pasajeros y 1 persona en tierra, la causa del accidente fue atribuida a un fallo mecánico del estabilizador.
- El 22 de mayo de 1962, el vuelo 11 de Continental Airlines, realizado por un Boeing 707, explosionó en las cercanías de Centerville (Iowa), mientras se dirigía desde el Aeropuerto O'Hare, Chicago, Illinois, al de Kansas City, Misuri. El avión se estrelló en un campo de tréboles cerca de Unionville, en el Condado de Putnam (Misuri), muriendo los 45 tripulantes y pasajeros a bordo. La investigación determinó que la causa del accidente fue un atentado suicida perpetrado para engañar a una aseguradora.
- El 22 de junio de 1962, un Boeing 707-328 del vuelo AF 117 de Air France, que cubría la ruta París-Bogotá, se estrelló cuando realizaba la aproximación al aeropuerto de Pointe-à-Pitre, donde mueren todos sus ocupantes, entre ellos el poeta colombiano Jorge Gaitan Durán.
- El desastre aéreo de Kano, el 22 de enero de 1973, fue protagonizado por un Boeing 707 de Alía Airlines, que se estrelló mientras intentaba aterrizar en el Aeropuerto Internacional de Kano Mallam Aminu (Nigeria). 176 personas, entre pasajeros y tripulación, perecieron en el accidente, sobreviviendo solamente 26. Es el mayor desastre aeronáutico de la historia de Nigeria.
- El 11 de julio de 1973, un Boeing 707 del vuelo 820 de Varig, realizó un aterrizaje de emergencia en un campo cerca del Aeropuerto de París-Orly, debido a la presencia de humo en la cabina. El fuego y el humo provocó que la aeronave se estrellase, resultando en la muerte de 123 personas, con 11 supervivientes (10 de la tripulación, 1 pasajero).
- El 8 de octubre de 1974, un Boeing 707 del vuelo 841 de TWA, explotó en el aire por una bomba terrorista, mientras cubría la ruta Tel Aviv-Atenas-Roma-Nueva York. El avión cayó en el mar Jónico falleciendo sus 88 ocupantes.
- 3 de agosto de 1975, un Boeing 707 de Alía Airlines se estrelló en una montaña en la aproximación al Aeropuerto de Agadir Inezgane, Marruecos. Los 188 pasajeros y tripulantes a bordo murieron. Es el desastre aéreo con más víctimas que implica al Boeing 707, así como el mayor en Marruecos.
- El 13 de octubre de 1976, un Boeing 707 del Lloyd Aéreo Boliviano se dirigía de Santa Cruz de la Sierra a Miami. Despegó del aeropuerto El Trompillo, y tras recorrer 560 metros, se estrelló en el Estadio Ramón Tahuichi Aguilera por no alcanzar la altura necesaria, lo que provocó que el ala derecha se desprendiese al golpearse con árboles. Lamentablemente, sus tres ocupantes, incluyendo 88 personas en tierra, fallecieron. Fue el desastre aéreo con más víctimas en Bolivia.
- El 20 de abril de 1978, un Boeing 707 del vuelo 902 de Korean Airlines, fue blanco de un ataque de aviones caza soviéticos, cuando sobrevolaba espacio aéreo soviético. De los 109 pasajeros a bordo, solo 2 murieron y 107 sobrevivieron.
- El 14 de diciembre de 1983, un Boeing 707-373C, identificado con el registro HK-2401X 3, de TAMPA, se estrelló después de despegar del Aeropuerto Enrique Olaya Herrera de Medellín (Colombia). La causa del accidente fue el fallo de los motores 3 y 4 durante el ascenso inicial. Murieron los tres tripulantes a bordo, más 22 personas en tierra.
- El 3 de enero de 1987, un Boeing 707 del vuelo 797 de Varig, se estrelló cerca del aeropuerto de Abiyán, en Costa de Marfil. Los 12 miembros de la tripulación y 38 pasajeros murieron en este accidente, y solo una persona a bordo sobrevivió. La causa del accidente se atribuyó al fallo del motor 1.
- El 29 de noviembre de 1987, un Boeing 707 del vuelo 858 de Korean Air, fue blanco de un atentado terrorista por parte de espías norcoreanos, explosionando sobre el Océano Índico. Los 115 ocupantes fallecieron.
- El 25 de enero de 1990, un Boeing 707 del vuelo 52 de Avianca, se estrelló en Cove Neck, Long Island, al acercarse al Aeropuerto Internacional John F. Kennedy de Nueva York. 85 personas sobrevivieron y 73 murieron en este accidente. La causa se atribuyó a la falta de combustible, debido a que se agotó en vuelo, ya que por circunstancias climáticas no pudo aterrizar.
- El 22 de octubre de 1996, un Boeing 707-320C de Millon Air, configurado para carga, despegó del Aeropuerto Internacional Eloy Alfaro de Manta (Ecuador), con un cargamento de pescado y rosas, con destino a Miami, Estados Unidos. A los pocos minutos despegar, se registraron fallos mecánicos y un incendio de uno de los cuatro motores. El aparato se precipitó a tierra, cayendo en el barrio de la Dolorosa, ubicado en el centro de Manta (Ecuador). 40 viviendas del barrio y la iglesia de la Dolorosa, fueron destruidas en el momento en que el avión se estrelló, y murieron 32 personas, incluidos los 3 tripulantes de aparato. Está considerado como uno de mayores accidentes aéreos en la historia de Ecuador.
- El 14 de enero de 2019, un Boeing 707 (accidente del Boeing 707 de Saha Airlines) sufrió un accidente al aterrizar en el aeropuerto de Karaj, Irán. En principio se pensó que era propiedad de una compañía de carga, pero según una nota de prensa difundida por los militares, pertenecía al ejército iraní. El avión "se salió de la pista tras aterrizar de emergencia y se prendió en llamas al chocar con el muro del aeródromo", dice el comunicado del ejército iraní. En el accidente fallecieron 15 de las 16 personas que iban a bordo, un mecánico fue el único superviviente.[9]

## Especificaciones (707-120B)

### Características generales
- Tripulación: Tres (piloto, copiloto e ingeniero de vuelo)
- Capacidad: 179 pasajeros
- Longitud: 44,1 m (144,6 ft)
- Envergadura: 39,9 m (130,9 ft)
- Altura: 12,9 m (42,4 ft)
- Peso vacío: 55 580 kg (122 498,3 lb)
- Peso útil: 60 990 kg (134 422 lb)
- Peso máximo al despegue: 116 570 kg (256 920,3 lb)
- Planta motriz: 4× turborreactor Pratt & Whitney JT3D-1.
  - Empuje normal: 75,6 kN (7709 kgf; 16 996 lbf) de empuje cada uno.

### Rendimiento
- Velocidad máxima operativa (Vno): 1000 km/h (621 MPH; 540 kt)
- Alcance: 6820 km (3683 nmi; 4238 mi)

## Aeronaves relacionadas

### Desarrollos relacionados
- Boeing 707 Cóndor
- Boeing 367-80
- Boeing 727
- Boeing 737
- Boeing C-137 Stratoliner
- Boeing KC-135 Stratotanker
- Boeing E-3 Sentry
- Boeing E-6 Mercury

### Aeronaves similares
- Convair 880
- Douglas DC-8
- De Havilland Comet
- Vickers VC10
- Ilyushin Il-62

### Secuencias de designación
- Secuencia Numérica (interna de Boeing): ← 497 - 498 - 701 - 707 - 717 (i) - 717 (ii) - 720 →
- Secuencia T._ (Aeronaves de Transporte del Ejército del Aire español, 1978-presente): ← TR/T/TE/TM.12 - T.15 - T.16 - T/TK/TM.17 - T.18 - T/TR/TM.19 - TR/TM.20 →